# 스포츠 부상

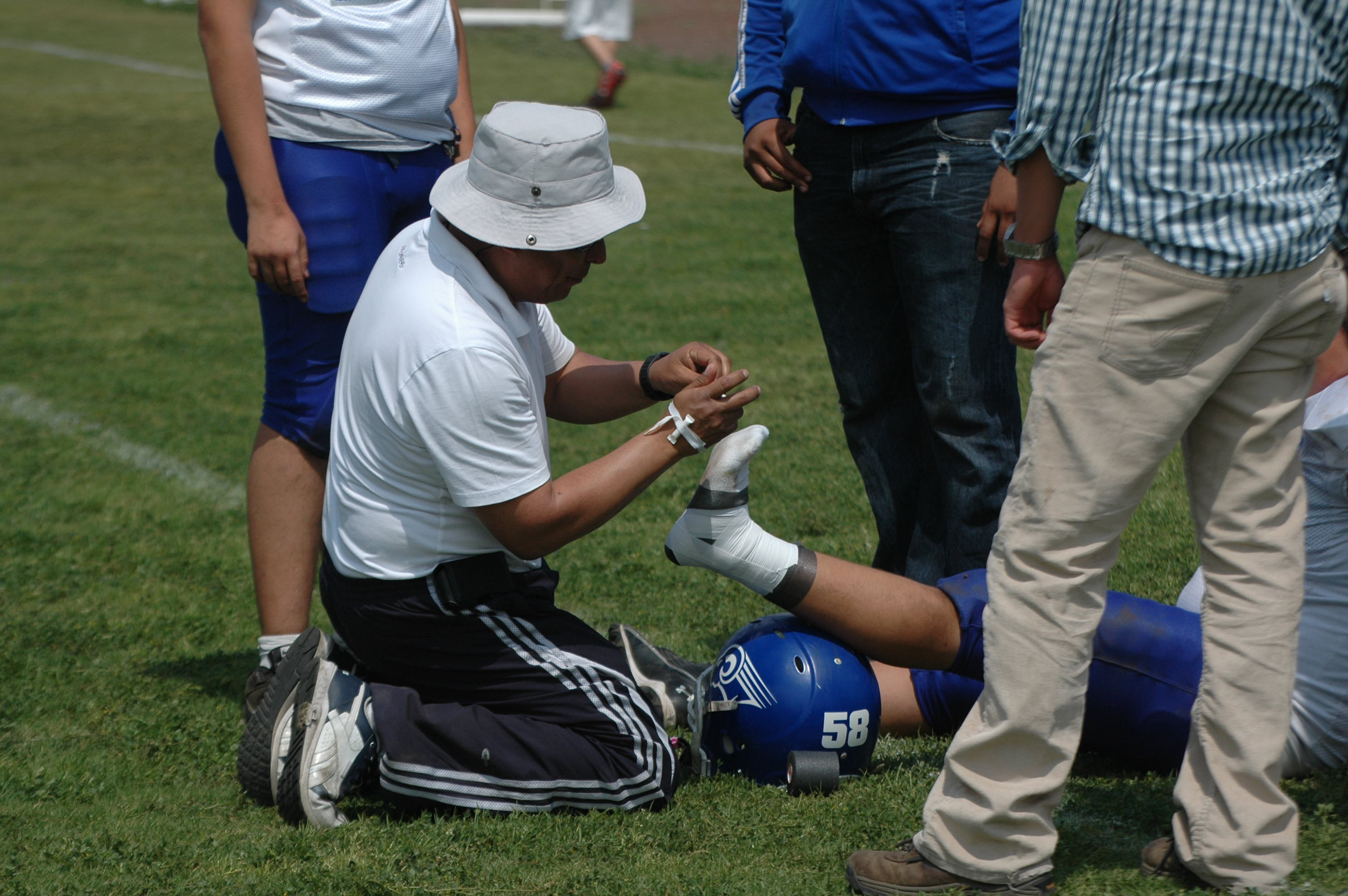
멕시코에서 열린 미식축구 경기에서 선수의 발목에 테이프를 붙이는 중이다.

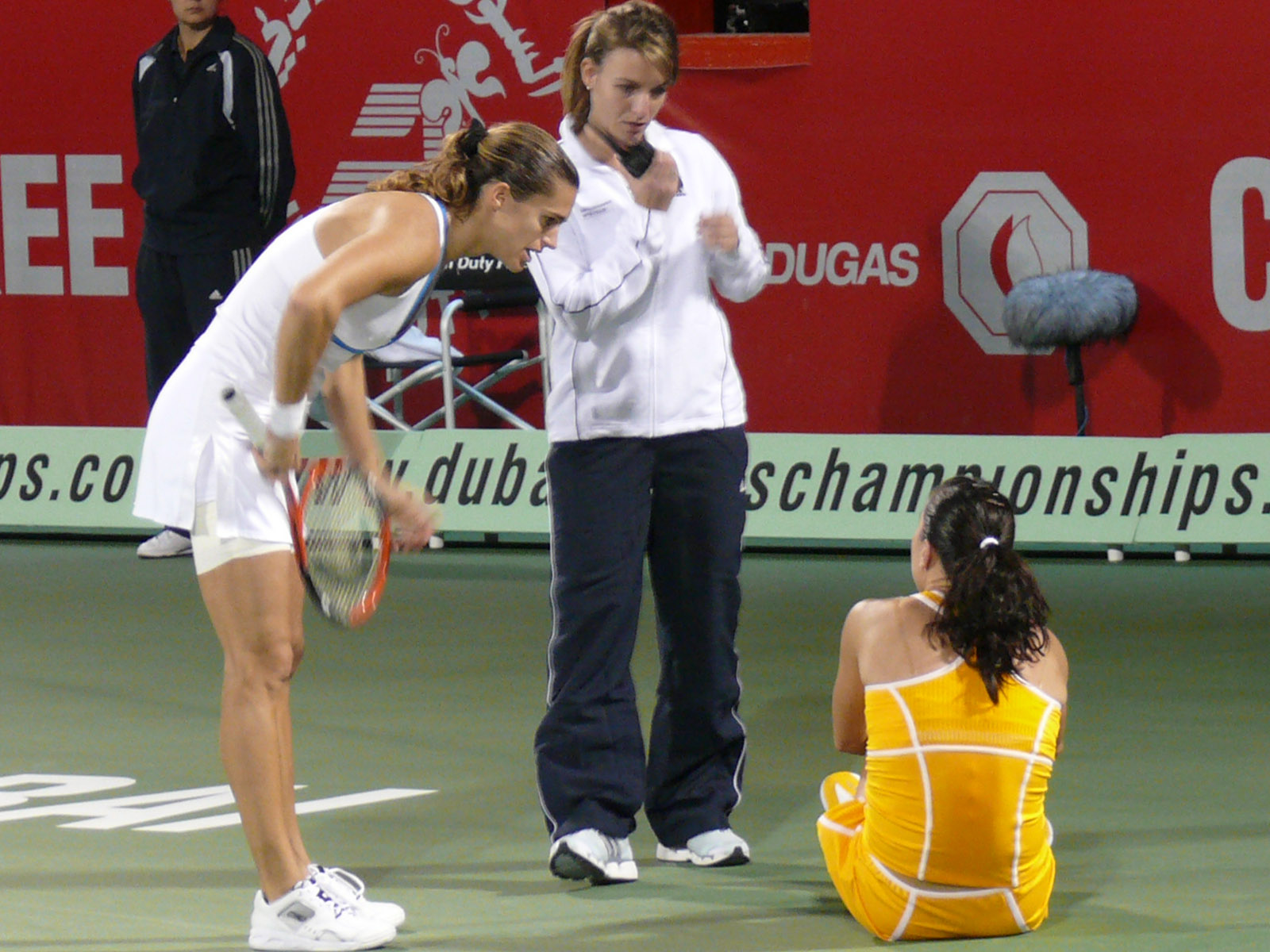
테니스에서의 부상

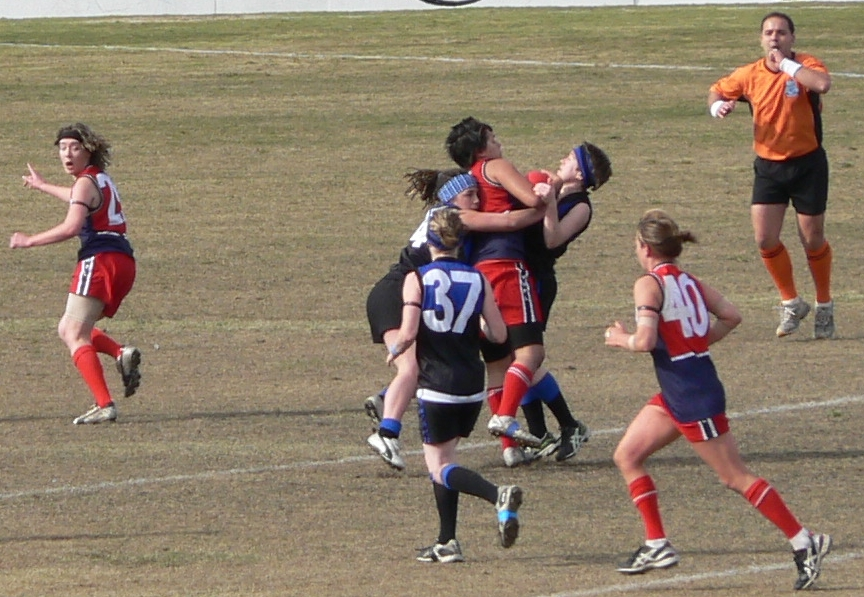
여자 오스트레일리안 풋볼에서 이와 같은 태클은 부상을 초래할 수 있다.

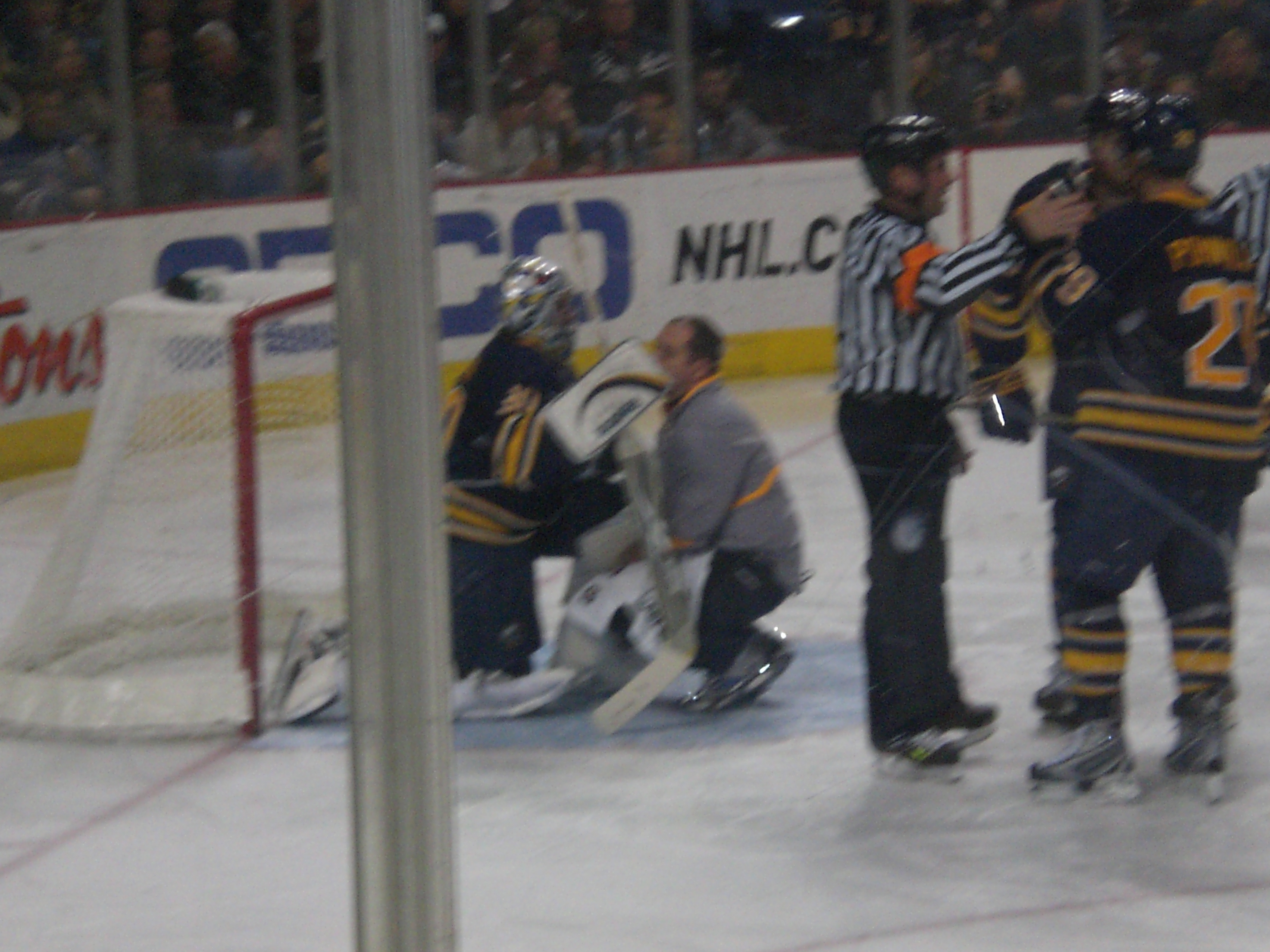
아이스하키 선수 라이언 밀러의 발목 염좌를 앓고 있는 모습.

스포츠 부상은 스포츠, 운동 활동 또는 운동 중에 발생하는 부상을 말한다. 미국에는 어떤 형태로든 스포츠 단체에 참여하는 약 3천만 명의 청소년과 어린이가 있다. 이 중 14세 이하의 약 300만 명의 운동 선수가 매년 스포츠 부상을 당한다. 스탠퍼드 대학교에서 진행한 연구에 따르면 엘리트 대학 운동 선수에게서 관찰된 부상의 21%가 운동 선수가 적어도 하루 이상 스포츠를 결장하게 만들었고 이러한 부상의 약 77%는 무릎, 다리 아래, 발목 또는 발이었다. 이러한 부상 외에도 스포츠 부상과 관련된 주요 사망 원인은 두부성외상 등이다.
운동선수가 통증, 부상 또는 괴로움을 호소할 때 진단의 핵심은 자세한 병력과 검사이다. 검사 및 치료 계획을 안내하는 데 사용되는 형식의 예는 SOAP 노트 또는 주관적, 객관적, 평가, 계획이다. 스포츠 부상은 예방이 중요하므로 각 개별 스포츠에 공통적인 부상을 예방하는 데 도움이 될 수 있는 스포츠별 동적 워밍업, 스트레칭 및 운동을 설정하는 것이 중요하다.
부상 예방 프로그램은 또한 수분 공급, 영양, "위험에 처한" 팀원 모니터링, 위험에 처한 행동 모니터링 및 기술 개선에 대한 교육으로 구성된다. 또한 시즌 분석 검토, 프리시즌 심사 및 사전 참여 검사는 기존 상태 또는 추가 질병이나 부상을 유발할 수 있는 이전 부상을 인지하는 게 필요하다. 프리시즌 심사 과정에서 사용할 수 있는 한 가지 기술은 기능적 움직임 심사이다. 기능적 움직임 화면은 특정 부상의 위험이 있는 선수를 찾기 위해 선수의 움직임 패턴을 평가할 수 있다. 또한 청소년 운동 선수에 대한 예방도 고려해야 하며 성인 운동 선수와는 다르게 적용해야 할 수도 있다. 또한 스포츠 부상에 대한 다양한 연구 결과, 운동선수가 부상을 당했을 때 부상의 종류와 정도에 따라 불안, 스트레스, 우울의 정도가 높아지는 것으로 나타났다.

## 같이 보기
- 도핑
- 요가